# Ángel de fuego
Ángel de fuego es una película mexicana dirigida por Dana Rotberg estrenada en 1992 y nominada a 16 premios Ariel de la asociación mexicana de artes y ciencias cinematográficas.

## Trama
En un empobrecido circo de la Ciudad de México, una joven de 13 años llamada Alma (Evangelina Sosa) escupía fuego todas las noches, columpiándose de un trapecio. Llevaba en el vientre al hijo de su padre, Renato (Alejandro Parodi), un payaso viejo y enfermo de quien estaba enamorada. Renato murió y Alma fue expulsada del circo porque, a pesar de amenazas y maldiciones, se negó a perder a su hijo. Viviendo en las calles conoce a un grupo de titiriteos ambulantes que a través de su guía Refugio (Lilia Aragón) predicaban la palabra de Dios. Alma reconoció en ellos una promesa: vislumbró una esperanza, y encomendó a Dios el futuro de su hijo. Fue sometida a una ceremonia de purificación en la que por medio de la privación y el dolor podría alcanzar la redención y su lugar en el Libro del Perdón, pero el Dios de la venganza y los sacrificios no atendió a su llamado. Alma quedó despojada de su fe, de su inocencia.

## Reparto
- Evangelina Sosa como Alma.
- Lilia Aragón como Refugio.
- Roberto Sosa como Sacramento.
- Noé Montealegre como Noé.
- Alejandro Parodi como Renato.
- Salvador Sánchez como Rito.
- Gina Morett como Malena.
- Mercedes Pascual como Josefina.
- Farnesio de Bernal como Lidio.
- Marta Aura como Marta.
- Agustín silva como Carmelo.
- Teesa Alfaro como Tita.

## Temas
Haciendo una profunda revisión de un grupo de personas marginales, utilizando la cámara como un ojo sorprendido ante un mundo que escapa de la simple comprensión, Dana Rotberg brinda la oportunidad de dar un vistazo a los desposeídos, aquellos que habitan los cinturones de miseria de la gran ciudad.
Sin ser panfletaria, la realizadora propone una visión entre asombrada y paradójica de un México de enormes contradicciones y pobreza que ningún milagro económico ha podido eliminar. 
Ángel de fuego es la búsqueda del perdón y la fe en un mundo que apenas si permite vivir antes de terminar por ahogar todo signo de vida y, por supuesto, de amor.

### Incesto
"Un acto considerado pecado, como el del incesto, es el único válido y hermoso del personaje central. Para mí no hay relación humana que en sí misma deba ser condenada. El incesto que comete Alma con su padre es, teóricamente, una relación prohibida, pero en cuanto generadora de amor, ternura y vida es positiva, mientras la legalmente incestuosa pero reprimida entre Refugio y su hijo Sacramento genera violencia y crueldad, y es para mí negativa. Quería, sobre todo, hacer comprender al público que nadie está seguro. Es una fantasmagoria, mi propia indagación, sobre la fe; una historia de sacrificios como máxima exigencia para sobrevivir en este planeta", comenta la realizadora Dana Rotberg sobre la temática del incesto que prevalece en la película.

## Recepción
Ángel de fuego inauguró la Quincena de los Realizadores en la edición del Festival de Cannes del año 1993.
Al filme se le compara con Santa Sangre, de Alejandro Jodorowsky, por el ambiente mágico del circo y el manejo de elementos similares: lo bizarro y lo violento como elementos narrativos, la contundencia de sus imágenes, así como la fuerza y energía de cada una de sus escenas.

## Premios

### 1992
- Ariel Ex aequo mejor actriz de cuadro para Gina Morett.
- Festival de Cine Iberoamericano Huelva, España
- Mención especial de la crítica internacional.
- 7a Muestra de cine Mexicano Guadalajara, premio “musa del cine” otorgafo por FIPRESCI y premio Dicine.
- Festival Latino de la asociación de cronistas de espectáculos, New York, premio ACE.
- Festival de nuevo cine Americano, La Habana, Cuba. Premio coral a la escenografía y mención especial del jurado.[7]

### 1993
- Festival internacional de cine fantástico, Oporto, Portugal. Premio a la mejor actriz para Evangelina Sosa y premio especial del jurado.
- Festival Internacional de la imagen femenina (10) Marsella, premio de los estudiantes y premio de los alumnos.
- Primer encuentro cinematográfico de Cancún, México, Premio Jaguar Maya a la mejor actriz.[7]